# Університет Каліфорнії у Мерседі
Університет Каліфорнії у Мерседі (англ. University of California, Merced; скорочення UC Merced та UCM) — громадський дослідницький університет в США, один з 10 та найновіший кампус Університету Каліфорнії. Розташовано в однойменному каліфорнійському окрузі Мерсед, на північному-сході від однойменного міста Мерсед.